# Miloslav Boďa
Miloslav Boďa (10. února 1927 – 24. listopadu 2010) byl slovenský a československý politik Komunistické strany Slovenska, ministr práce a sociálních věcí ČSSR a poslanec Sněmovny národů Federálního shromáždění za normalizace.

## Biografie
V letech 1957-1983 se zmiňuje coby účastník zasedání Ústředního výboru Komunistické strany Slovenska. V období let 1953-1957 působil jako zástupce vedoucího a v letech 1957-1970 jako vedoucí oddělení hospodářské správy ÚV KSS. Od roku 1971 byl členem a v letech 1975-1983 předsedou Ústřední kontrolní a revizní komise KSS. Působil i v celostátních stranických strukturách. XV. sjezd KSČ ho zvolil členem Ústřední kontrolní a revizní komise KSČ. Na tomto postu ho potvrdil XVI. sjezd KSČ a XVII. sjezd KSČ. V letech 1970-1975 byl členem předsednictva a tajemníkem Slovenské odborové rady, v období let 1971-1975 i členem předsednictva ÚRO. Zastával i vládní post v československé vládě. Od roku 1983 zasedal jako ministr práce a sociálních věcí ve čtvrté vládě Lubomíra Štrougala, páté vládě Lubomíra Štrougala, šesté vládě Lubomíra Štrougala a vládě Ladislava Adamce. Z ministerského postu odešel v prosinci 1989. V roce 1949 získal Řád 25. února, v roce 1977 Řád práce.
Počátkem roku 1968 byl zvolen členem ekonomické komise Slovenské národní rady, která se zabývala změnou postavení slovenských orgánů.
Ve volbách roku 1976 zasedl do slovenské části Sněmovny národů (volební obvod č. 146 – Stará Ľubovňa, Východoslovenský kraj). Mandát získal i ve volbách roku 1981 (obvod Stará Ľubovňa) a volbách roku 1986 (obvod Stará Ľubovňa). Ve Federálním shromáždění setrval do ledna 1990, kdy rezignoval v rámci procesu kooptací do Federálního shromáždění po sametové revoluci.

## Dílo
- BOĎA, Miloslav; NETÍK, Rudolf; ŠKODA, Ján. Kontrolná činnosť - jedna z najdôležitejších funkcií v práci straníckych organizácií. Bratislava: Pravda, 1979. 43 s. (Fakty a argumenty).